# 조앤 서덜랜드

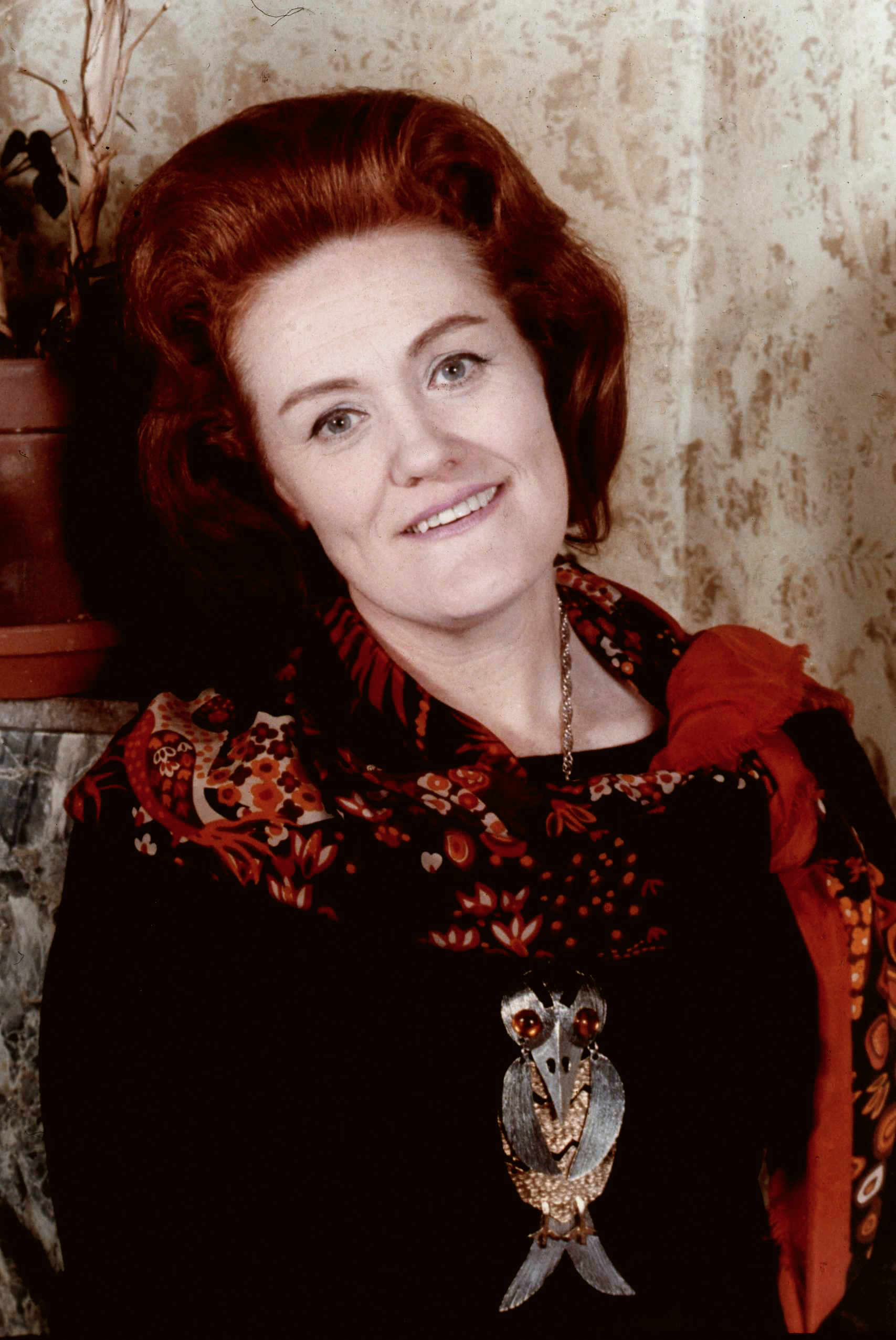
조앤 서덜랜드(1975년)

조앤 올스턴 서덜랜드 여사(영어: Dame Joan Alston Sutherland, OM, DBE, AC, 1926년 11월 7일~2010년 10월 10일)는 오스트레일리아 시드니 태생의 소프라노 가수이며, 1950년대 말부터 1980년대까지 벨 칸토(Bel canto) 창법의 부흥에 기여했다.
1952년 시드니에서 유진 구슨스의 《주디스(Judith)》로 데뷔, 런던을 중심으로 활약하였으며, 1961년에 영국 궁정가수의 칭호를 받았다. 1954년 오스트레일리아의 지휘자이자 피아노 연주자인 리처드 보닝과 결혼하였고, 1956년 아들을 얻었다. 1990년 《박쥐》 공연을 마지막으로 은퇴했으며, 2010년 스위스 몽트뢰 근방 자택에서 숨졌다.

## 서훈
- 1961년 대영 제국 훈장 3등급(CBE)
- 1975년 오스트레일리아 훈장 컴패니언(AC)
- 1979년 대영 제국 훈장 2등급(DBE, 작위급 훈장)
- 1991년 오더 오브 메리트(Order of Merit, OM)